# Teatro Clerici
Il Teatro Clerici (ex Gran Teatro Morato) è un teatro a Brescia, il maggiore per capienza con 2 200 posti a sedere. Il primo Teatro Tenda nel 1981 era situato a nord della città, presso il campo fiera di via Oberdan e spostato nel 1983 a sud del quartiere di Brescia Due sul terreno dell'ex colonia estiva per bambini rachitici di Villa Paradiso, proprietà del Comune di Brescia. Il teatro fu riedificato nella forma attuale nel 2003.

## Denominazione
Le precedenti denominazioni sono state Teatro Tenda, Palatenda fino al 2003, Teatro di Brescia nel 2011 e 2012, PalaBrescia fino al 2013. 
Il nome Pala Banco di Brescia, utilizzato dall'aprile 2013 sino al termine del 2017, derivante dall'accordo di promozione con il Banco di Brescia, mentre da gennaio a ottobre 2017, la struttura è stata denominata PalaBrescia.
Da ottobre 2017 al settembre 2024 la denominazione è stata Gran Teatro Morato, in quanto sponsor dell'azienda Morato Pane.
Dal settembre 2024 viene assunta la nuova denominazione di Teatro Clerici.

Allestimento del Teatro Tenda di Brescia nel 1983
Interno del Teatro Tenda di Brescia nel 1983

## Eventi
Il teatro ha ospitato oltre trenta stagioni spettacolari e di concerti dalla sua nascita nel 1981 ad oggi, nonché convegni, feste e manifestazioni religiose. Tra le prime attività della struttura citiamo la tappa della tournée di Fabrizio De André il 10 settembre 1981 e la prima tappa "fuori Roma" del popolare musical Forza venite gente nel 1982. 
Dal 2012 presso il teatro sono attivi corsi invernali di pattinaggio nella struttura stagionale del PalaGhiaccio di Brescia. Matel SpA gestisce, inoltre, la pista di pattinaggio natalizia che anima il centro storico della città (2012 Piazza Paolo VI, 2013 Piazza Rovetta, 2014 Piazza Vittoria, 2015 Piazza Paolo VI). 
Dal 2014, a fianco della stagione teatrale e concertistica, è divenuta predominante l'attività di spazio per eventi, sfilate di moda, fiere e attività espositive.

## Palaghiaccio e Palaroller
Dal 2015 la struttura del PalaGhiaccio (1200mq) è divenuta permanente, d'inverno protegge la pista di pattinaggio su ghiaccio e in estate accoglie il Palaroller, le feste cittadine e eventi ludici. La tensostruttura si affianca a quella del Teatro e all'edificio del ristorante, inserita nel Parco della Ziziola.

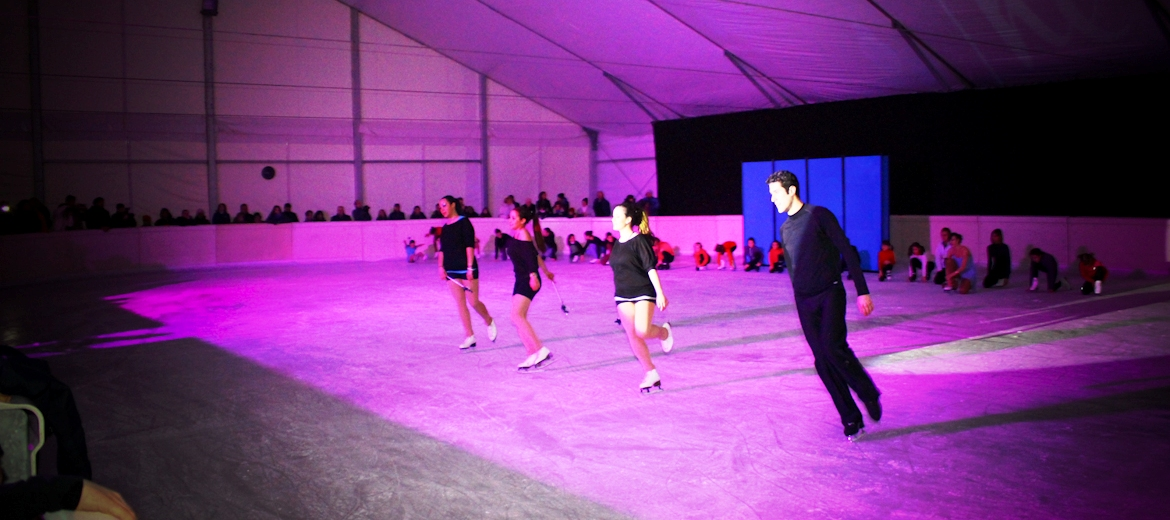
L'interno del PalaGhiaccio di Brescia nel 2012.
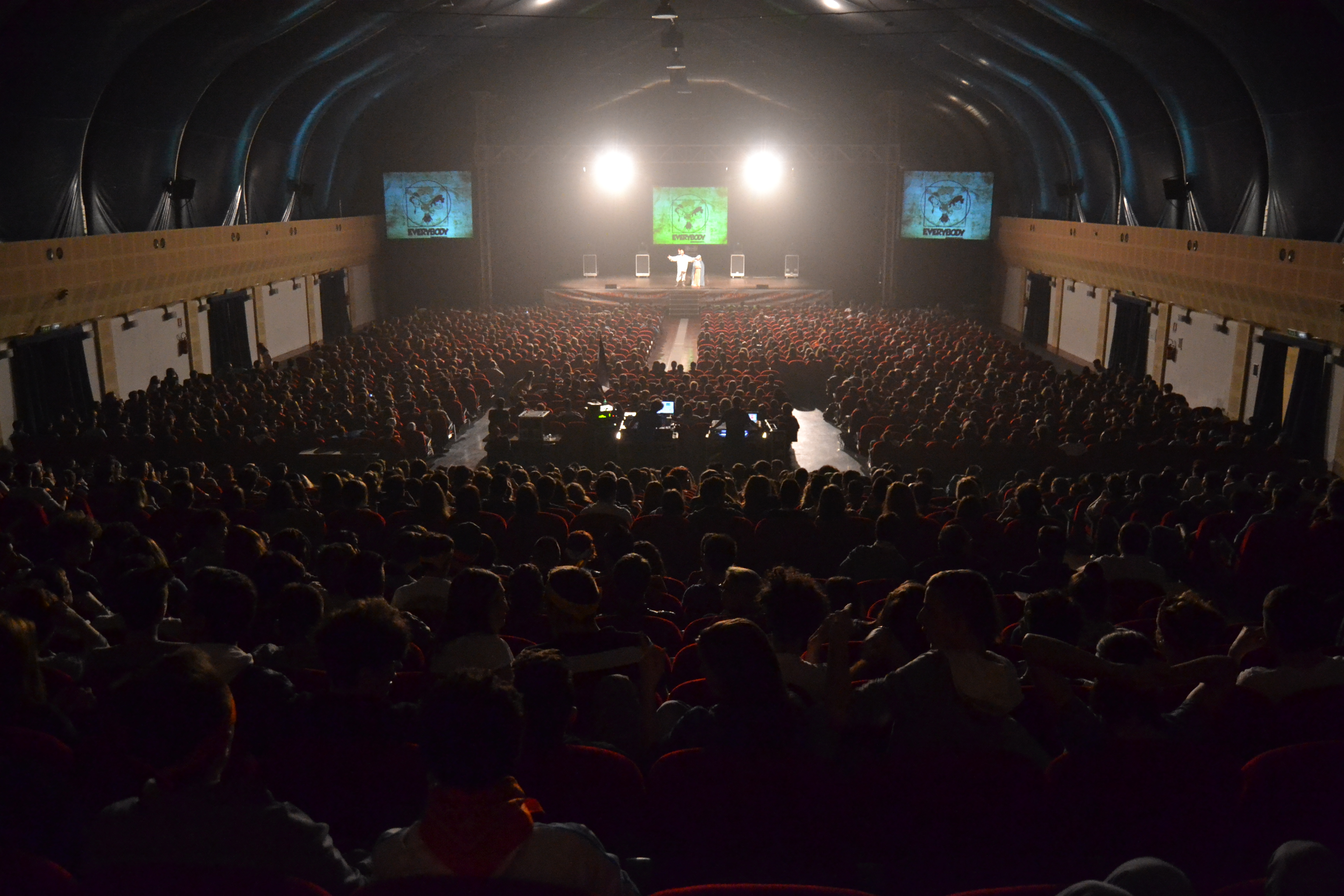
L'interno del Pala Banco di Brescia nel 2013.
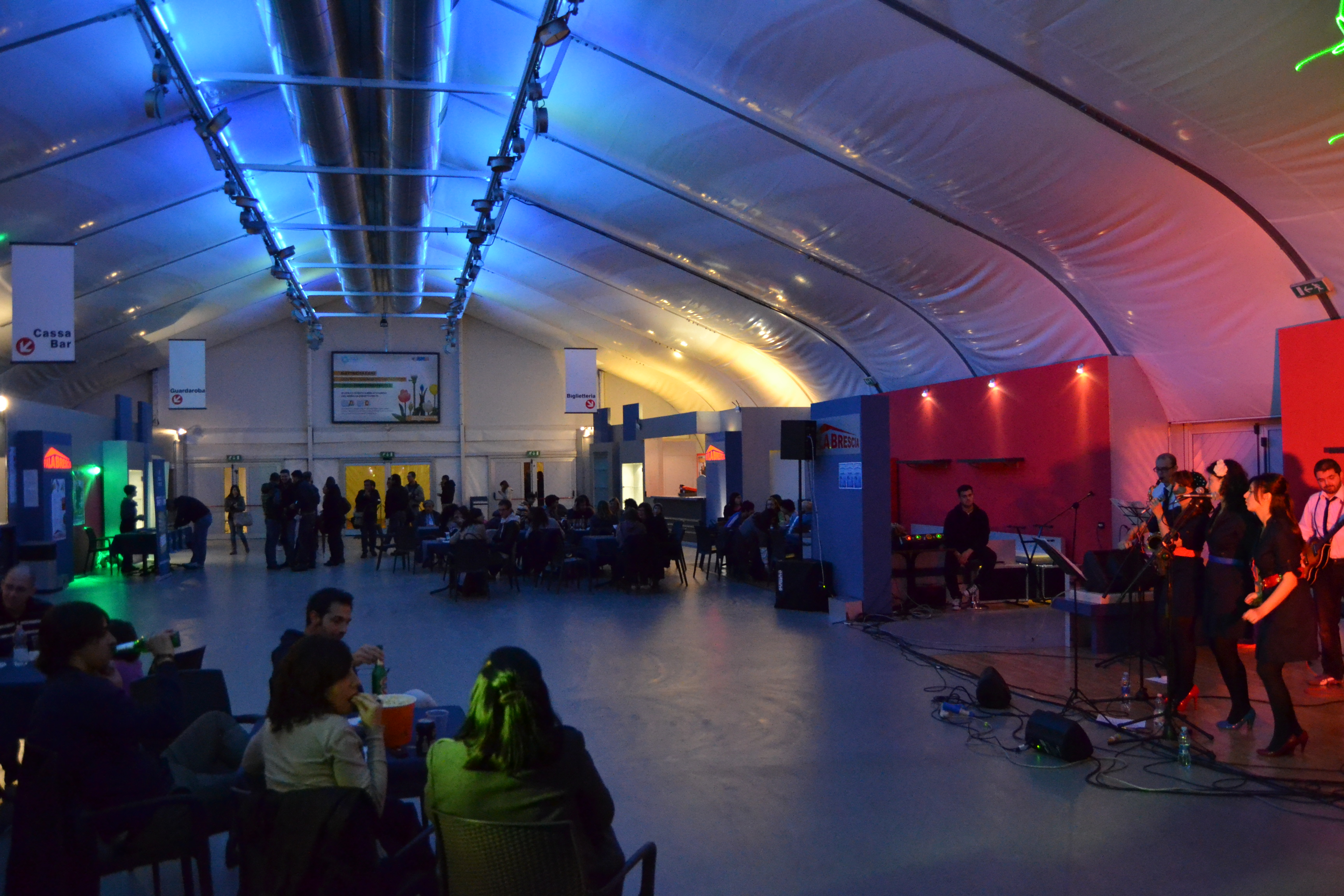
Il foyer del Pala Banco di Brescia nel 2012.

## Premio Teatro della Città
La struttura è la sede e il promotore del Premio Teatro della Città, targa consegnata all'artista che per qualità dello spettacolo e per quantità di pubblico si è distinto nel corso dell'anno.
- Nell'edizione 2014 il premio è stato assegnato a Francesco Renga[8].
- Nell'edizione 2015 il premio è stato assegnato a Vincenzo Regis[9].

## Teatro di posa e set per riprese audiovisive
Il teatro è stato utilizzato come teatro di posa e set per la realizzazione di prodotti audiovisivi:
- Don Bosco il Musical[10], con Marcello Cirillo, regia Piero Castellacci; Faustini Produzioni, Edizioni Paoline, DVD 2010.
- Nomadi & Omnia Symphony Orchestra live 2007, Nomadi, Atlantic Records, DVD 2007.
- PalaRoller Brescia: cosa accade in pista?[11], regia Silvia Cascio; Matel spa, HD 2015.